# Chrysosoma diversicolor
Chrysosoma diversicolor är en tvåvingeart som beskrevs av Octave Parent 1928. Chrysosoma diversicolor ingår i släktet Chrysosoma och familjen styltflugor. Inga underarter finns listade i Catalogue of Life.